# Leptodactylus podicipinus
Leptodactylus podicipinus és una espècie de granota que viu a l'Argentina, Bolívia, el Brasil, el Paraguai, Uruguai i, possiblement també, Perú.